# Praeacrospila
Praeacrospila là một chi bướm đêm thuộc họ Crambidae.

## Các loài
- Praeacrospila melanoproctis Hampson, 1899
- Praeacrospila patricialis (Schaus, 1912)
- Praeacrospila pellucidalis (Dognin, 1904)
- Praeacrospila xiphialis (Walker, 1859)